# Clinton, Utah
Clinton är en ort i Davis County i delstaten Utah, USA.